# 楽安郡
楽安郡（樂安郡、がくあん-ぐん）は、中国にかつて存在した郡。後漢から唐代にかけて、現在の山東省の淄博市・浜州市・東営市にまたがる地域に設置された。

## 概要
前漢の千乗郡を前身とした。
60年（後漢の永平3年）、劉建が千乗王となると、千乗郡は千乗国に改められた。95年（永元7年）、千乗国は楽安国と改称された。後漢の楽安国は青州に属し、臨済・千乗・高苑・楽安・博昌・蓼城・利・益・寿光の9県を管轄した。
265年（晋の泰始元年）、司馬鑑が楽安王に封じられた。西晋の楽安国は高苑・臨済・博昌・利益・蓼城・鄒・寿光・東朝陽の8県を管轄した。
南朝宋のとき、楽安郡は千乗・臨済・博昌の3県を管轄した。
北魏のとき、楽安郡は千乗・博昌・安徳・般の4県を管轄した。
583年（開皇3年）、隋が郡制を廃すると、楽安郡は廃止されて、青州に編入された。
621年（武徳4年）、唐により渤海郡厭次県が棣州と改められた。742年（天宝元年）、棣州は楽安郡と改称された。760年（上元元年）、楽安郡は棣州と改称され、楽安郡の呼称は姿を消した。

## 霍州楽安郡
南朝梁のとき、霍州に楽安郡が置かれた。東魏のとき、新蔡・楽安・潁川の3県を管轄した。